# Lithophaga punctata
Lithophaga punctata is een tweekleppigensoort uit de familie van de Mytilidae. De wetenschappelijke naam van de soort is voor het eerst geldig gepubliceerd in 2002 door Kleemann & Hoeksema.